# Ehud Goldwasser
Ehud (Udi) Goldwasser (in ebraico  אהוד גולדווסר ‎?, Ehud Goldwasser Ben Malka; Nahariya, 18 luglio 1975 – Linea Blu, 12 luglio 2006) è stato un militare israeliano che è stato catturato dagli Hezbollah in Israele insieme ad Eldad Regev il 12 luglio 2006, causando nel 2006 la guerra del Libano (2006).
Il suo rango è stato primo sergente.
Il 16 luglio 2008, i corpi di Goldwasser e Regev sono stati restituiti ad Israele in uno scambio di prigionieri tra Israele ed Hezbollah: l'esame dei corpi ha stabilito che i due riservisti sono stati uccisi durante l'agguato.